# Optioservus sandersoni
Optioservus sandersoni är en skalbaggsart som beskrevs av Collier 1972. Optioservus sandersoni ingår i släktet Optioservus och familjen bäckbaggar. Inga underarter finns listade i Catalogue of Life.